# Distretto di Columbia (1810-1846)

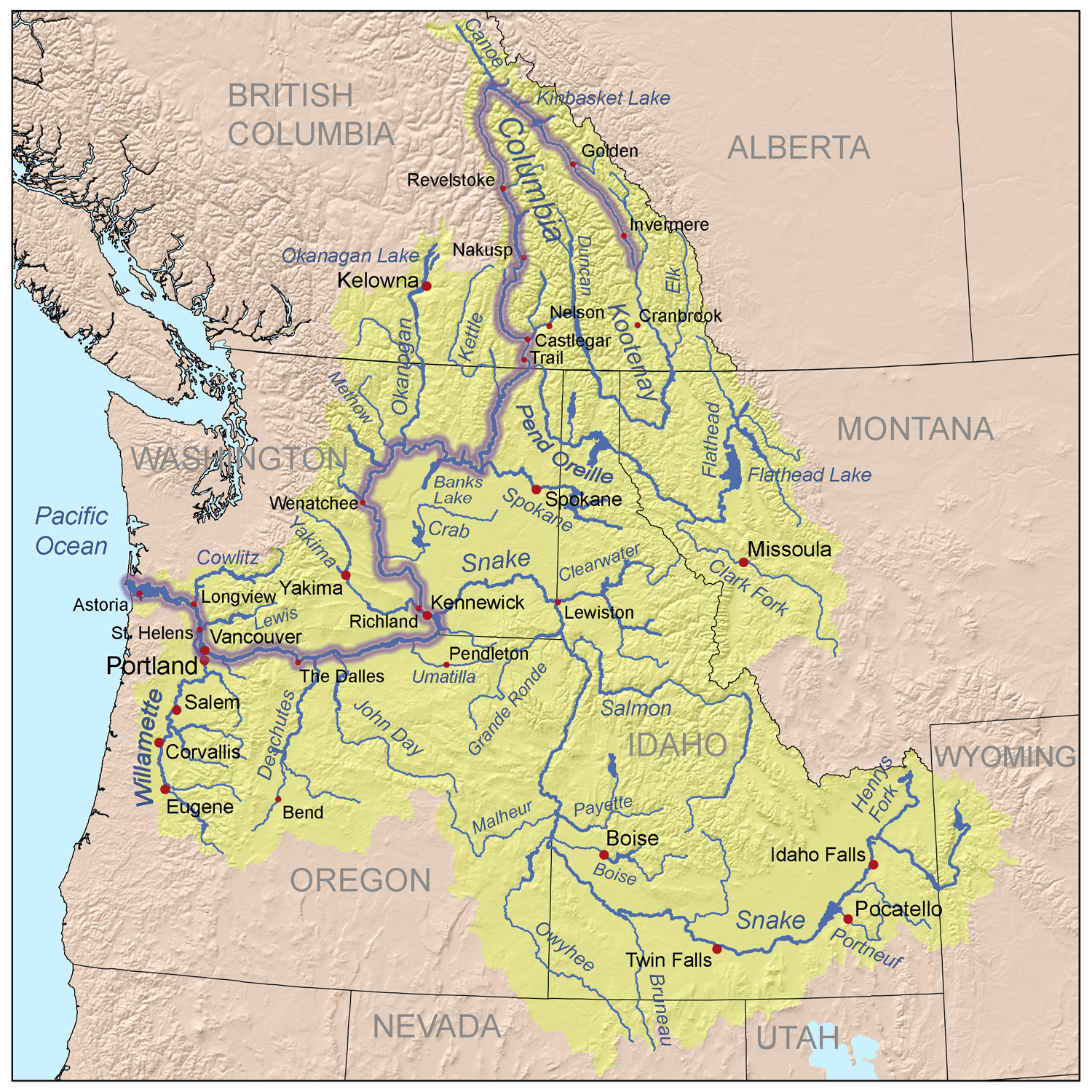
Carta del fiume Columbia e dei suoi affluenti, con i confini politici moderni. Nel 1811, David Thompson fu il primo europeo a percorrere l'intero corso del Columbia.

Il Distretto di Columbia fu un distretto per il commercio delle pellicce nella regione del Pacifico nord-occidentale dell'America britannica del XIX secolo. Gran parte del suo territorio coincideva con il contestato Oregon Country. Fu esplorato dalla Compagnia del Nord-Ovest tra il 1793 e il 1811 e stabilito come distretto commerciale di pellicce operativo intorno al 1810. La Compagnia del Nord-Ovest fu assorbita dalla Compagnia della Baia di Hudson nel 1821, sotto la quale il Distretto della Columbia divenne noto come Columbia Department (in italiano Dipartimento della Columbia). Il Trattato dell'Oregon del 1846 segnò la fine effettiva del Dipartimento della Columbia della Compagnia della Baia di Hudson.